# Пирамида Цестия

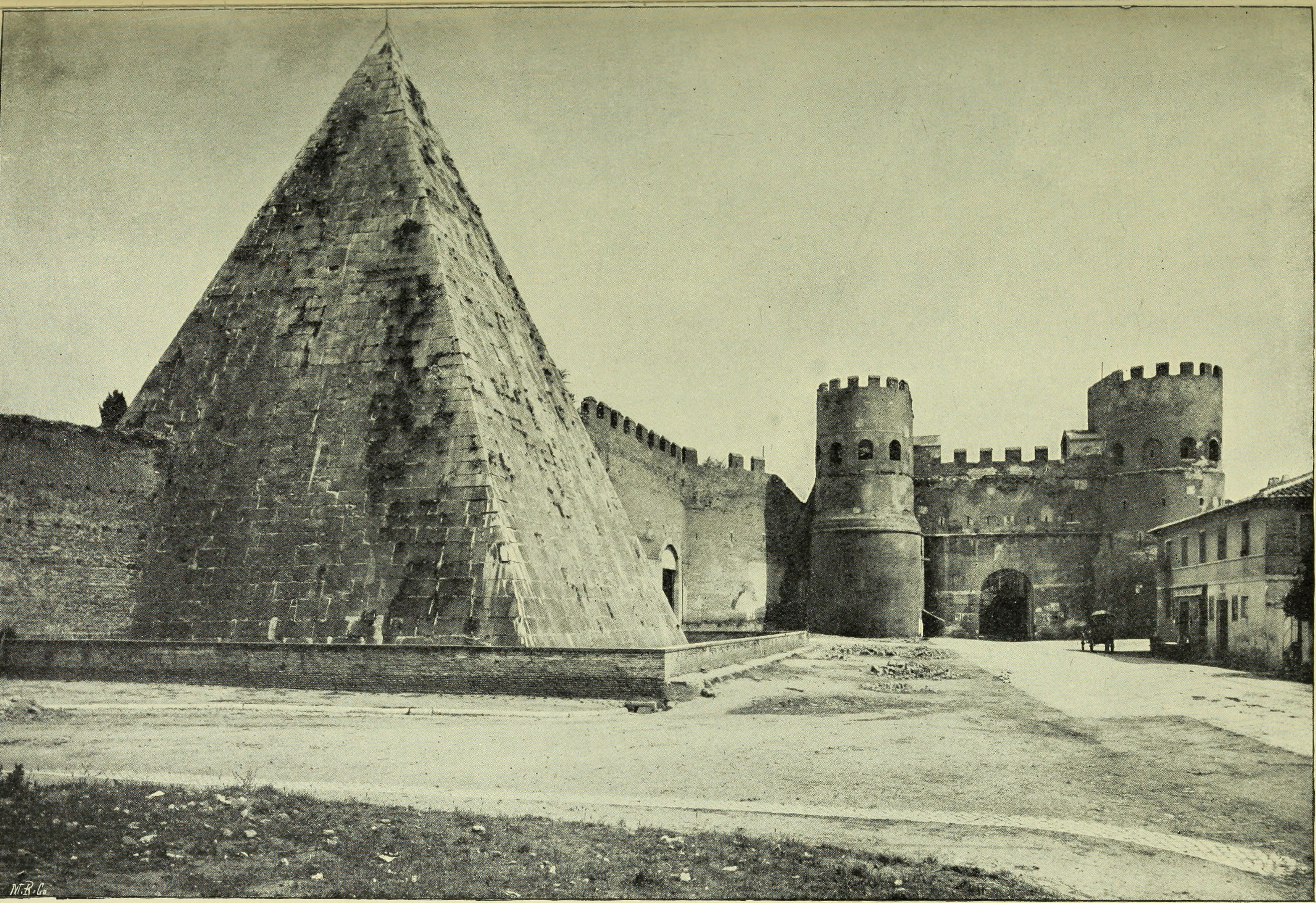
Пирамида Цестия и ворота Сан-Паоло. Фотография 1911 года

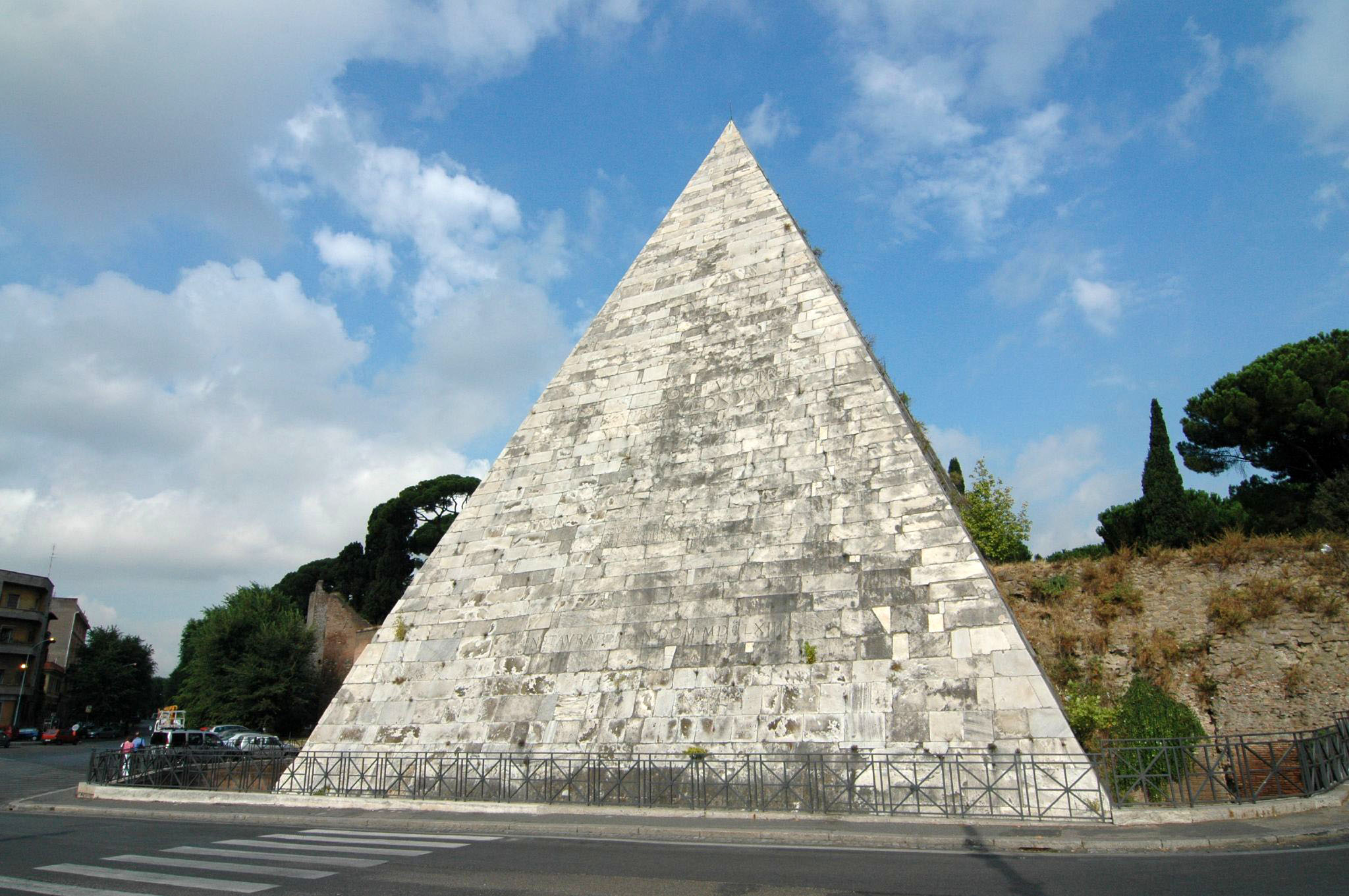
Пирамида Цестия и Стена Аврелиана

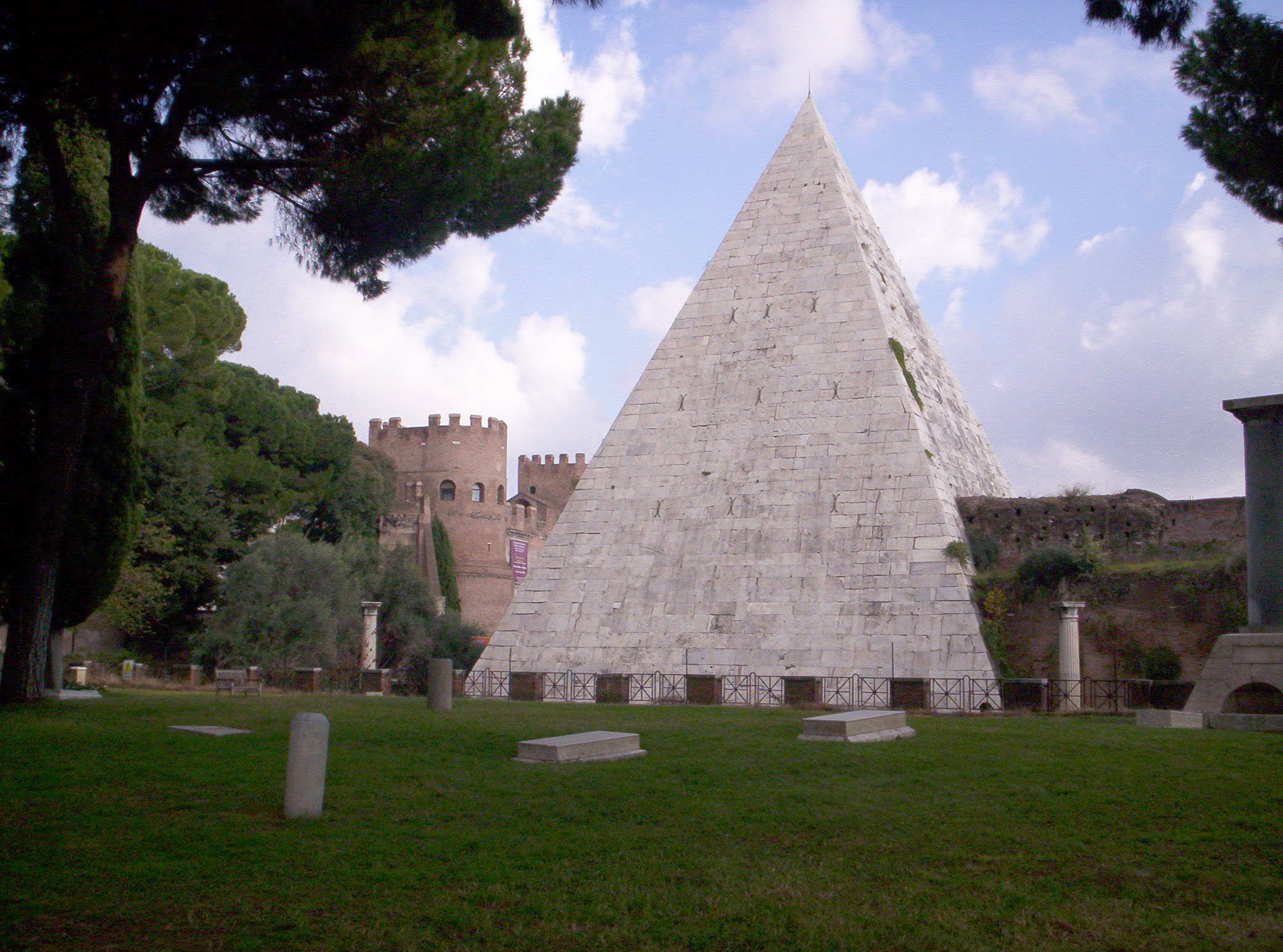
Вид на Пирамиду Цестия от кладбища

Пирами́да Це́стия (итал. Piramide di Caio Cestio или итал. Piramide Cestia, лат. Sepulchrum Caii Cestii) — древнеримский мавзолей в форме неправильной пирамиды на Авентине в Риме, рядом с воротами Сан-Паоло.

## Описание
Пирамида расположена на развилке двух древних дорог: Остийской и другой, ведущей на запад к реке Тибр примерно вдоль современной Via della Marmorata. Построена между 18 и 12 годами до н. э. для Гая Цестия Эпулона, магистрата и члена одной из четырёх крупных жреческих коллегий. Представляет собой прекрасно сохранившееся сооружение из римского бетона, облицованного кирпичом и мрамором. Высота составляет 125 римских футов (или 36,4 метра), длина основания — 100 римских футов (30 метров). Внутри пирамиды находится склеп длиной 5,95 м, шириной 4,10 м и высотой 4,80 м. Рядом — Некатолическое кладбище с могилами великих английских поэтов Перси Шелли и Джона Китса и выдающегося русского живописца Карла Брюллова.
Памятник больше всего напоминает нубийские пирамиды в Мероэ с их большим углом наклона. Это заставляет предположить, что Цестий участвовал в боевых действиях римлян в тех краях в 23 г. до н. э. В древности могила была тщательно запечатана, что не помешало её разграблению в последующие годы. При строительстве Аврелиановых стен в 271—275 годах пирамида была встроена в них в качестве треугольного бастиона.
Пирамида Цестия была не единственной в Риме. Ещё большее по размерам сооружение до XVI в. сохранялось в Ватикане (Цестиева и Ватиканская пирамиды, по всей видимости, являются первыми и последними в античном мире попытками сооружения гладкостенных пирамидальных захоронений вне египетско-нубийской культурной области). В Средние века считалось, что в Цестиевой пирамиде был захоронен Рем, а в Ватиканской пирамиде — его брат Ромул. Об этом, в частности, писал Петрарка. Только в 1660-е гг. при раскопках, предпринятых по распоряжению папы Александра VII, были открыты вход в пирамиду, следы фресок и мраморные надписи на основаниях статуй, свидетельствующие об обстоятельствах её возведения.

Интерьер
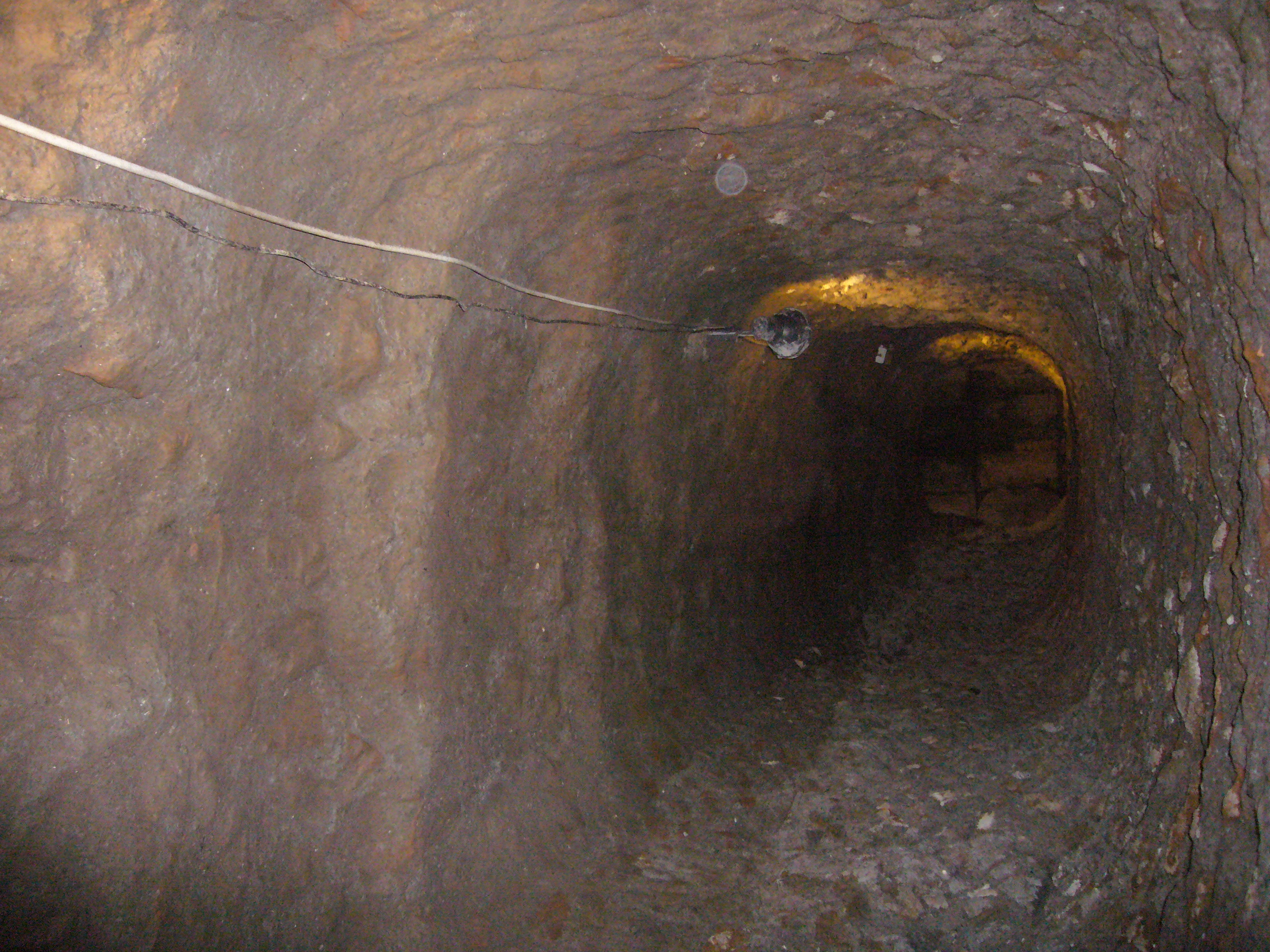
Туннель (вид снаружи)
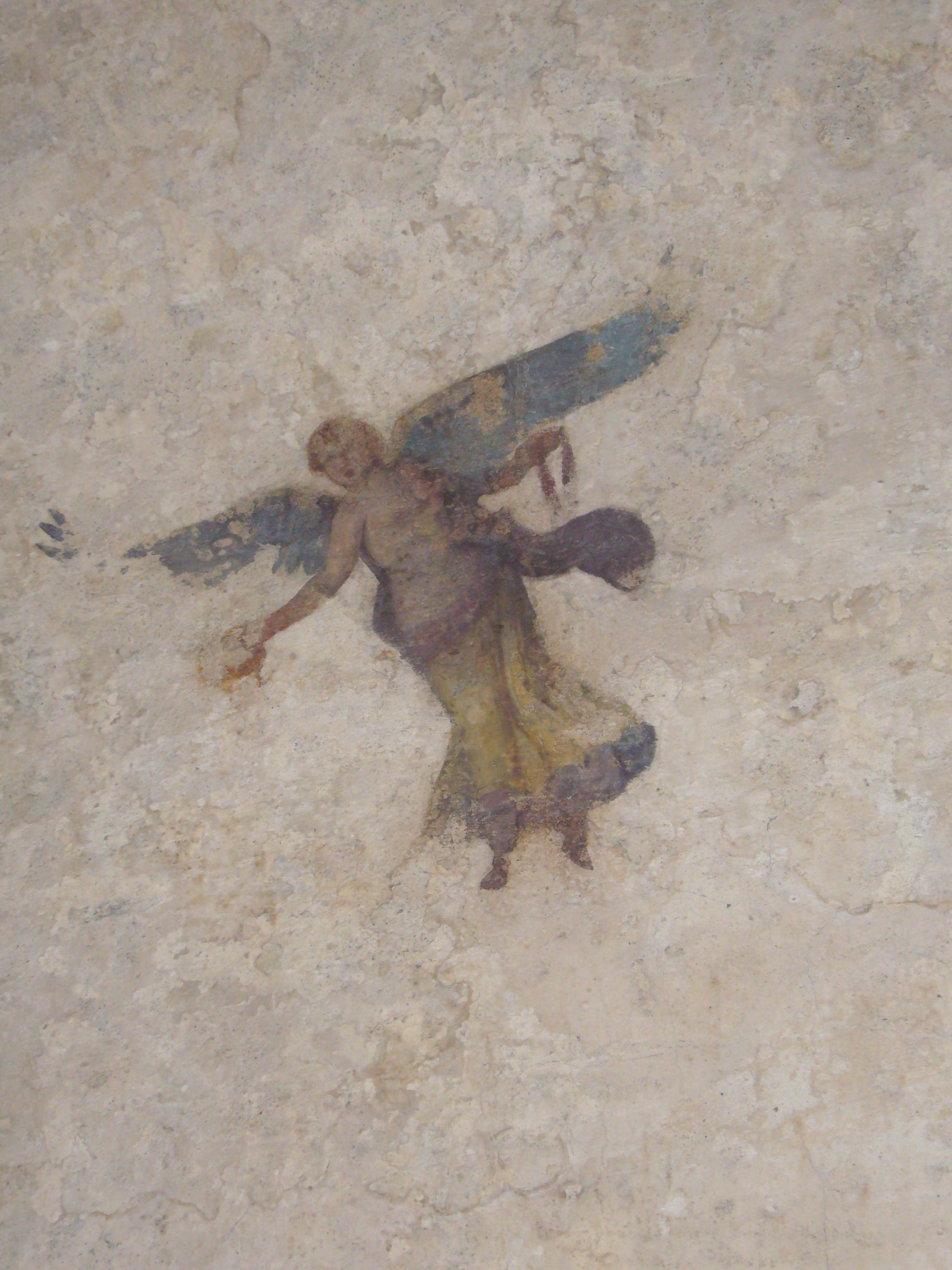
Ника
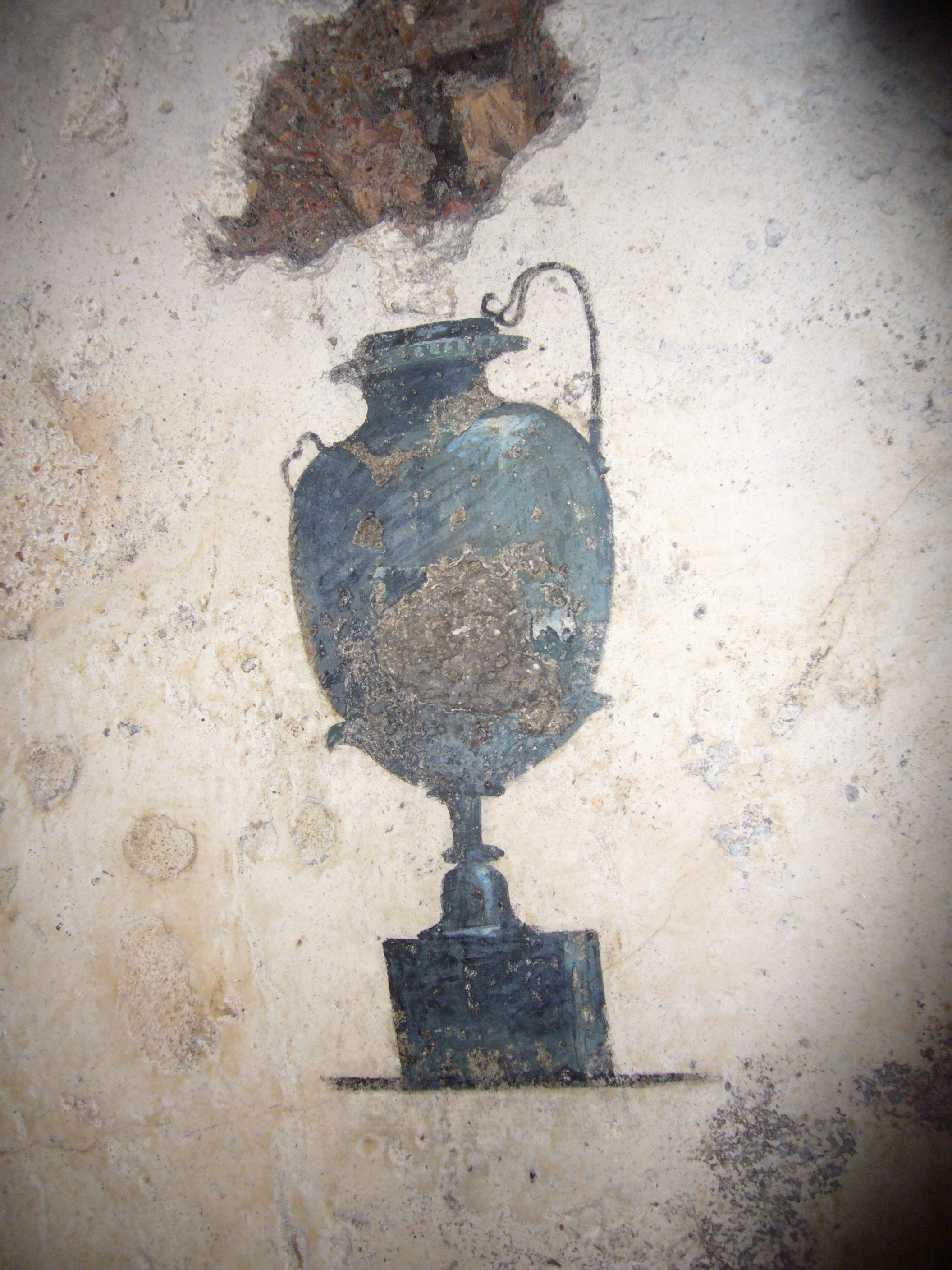
Амфора
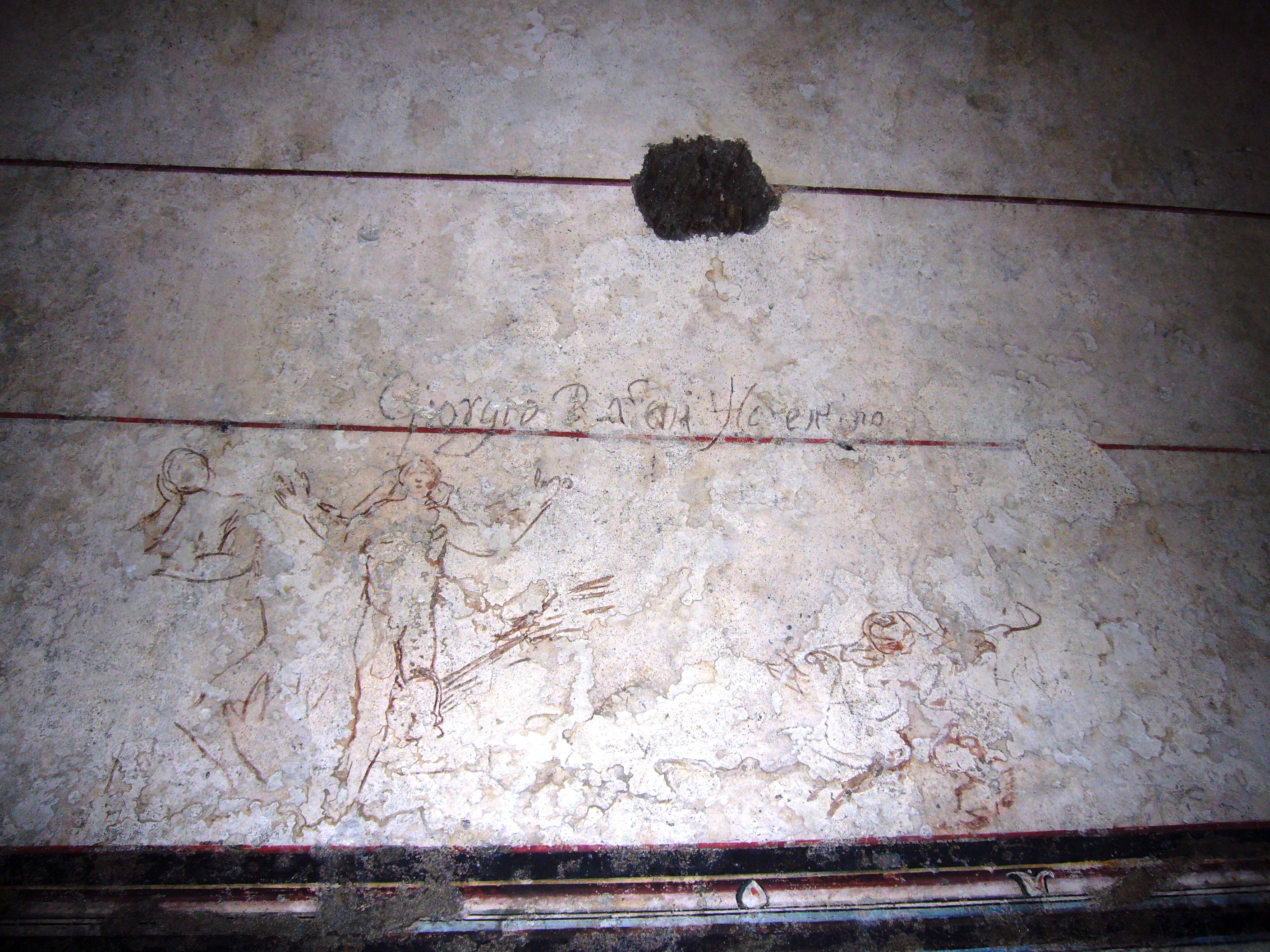
Вандальное граффити XVII века: Джорджо Бафайя, флорентиец
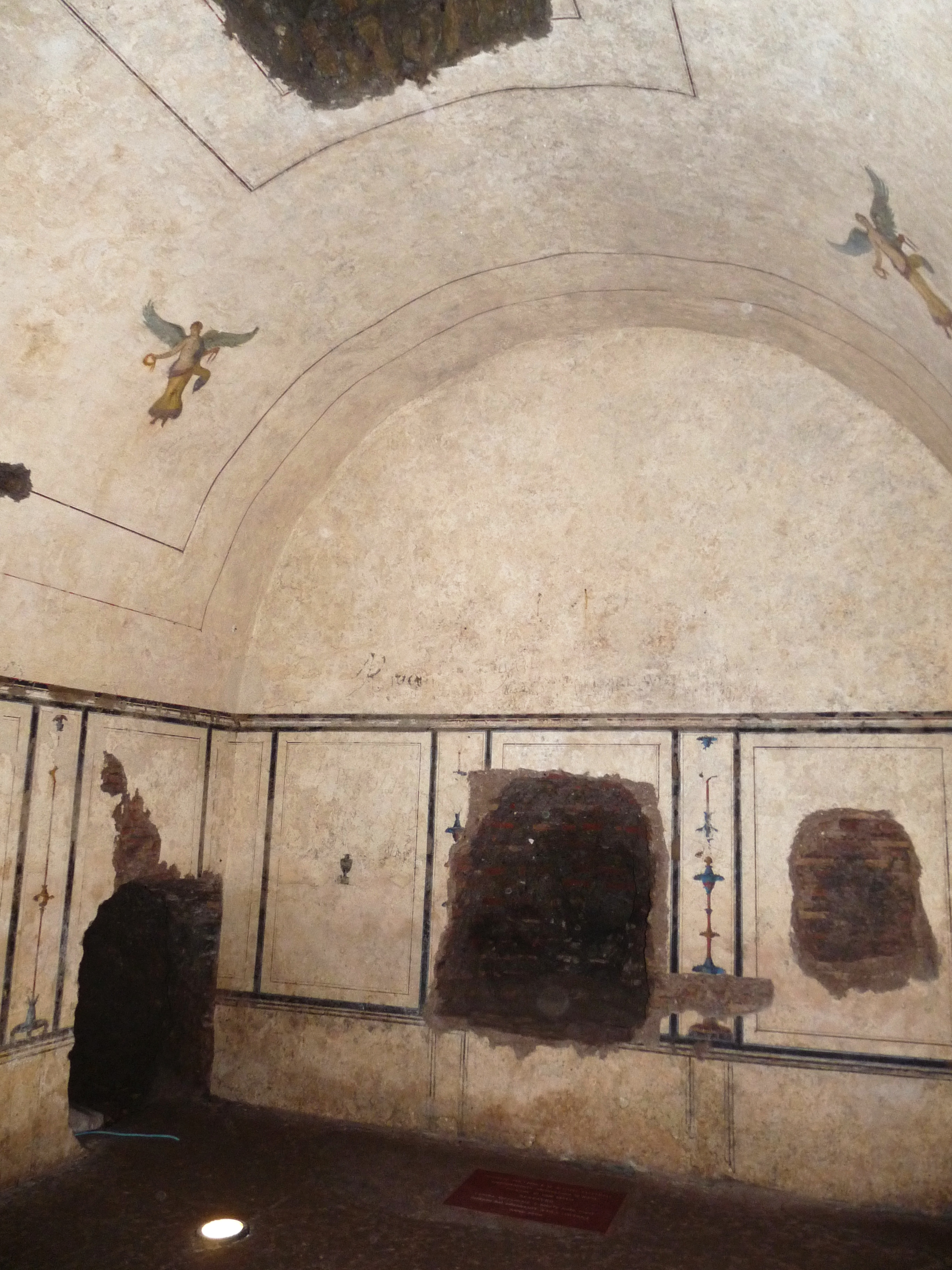
Комната внутри

Пирамида Цестия долгое время привлекала внимание посещавших Рим иностранцев. Особенной популярностью пользовались картины и гравюры с её изображением. Самое известное изображение принадлежит выдающемуся итальянскому архитектору и гравёру Джованни Баттиста Пиранези.
По образцу пирамиды Цестия в парке Царского Села по проекту архитектора Чарлза Камерона в 1782—1783 годах построена из кирпича и облицована гранитом небольшая пирамида, послужившая надгробием любимых собачек (левреток) императрицы Екатерины II (Том Андерсон, Земира и Дюшес). В 1785—1790 годах на окраине Санкт-Петербурга по проекту архитектора Николая Александровича Львова построена церковь, прозванная горожанами «Кулич и Пасха», необычная колокольня церкви в виде пирамиды, создана по впечатлениям от поездки архитектора Львова по Италии в 1781 году.

## Надписи

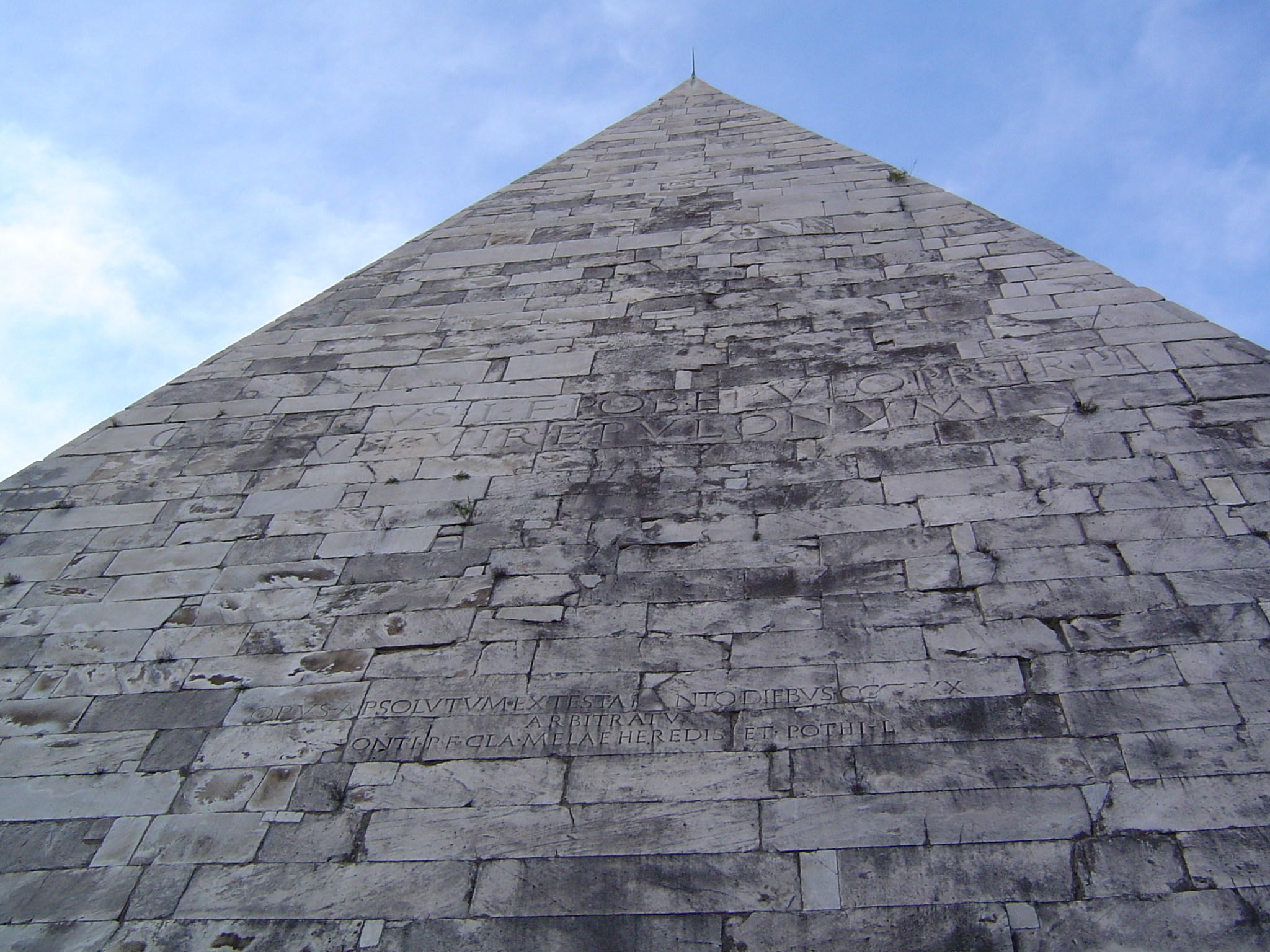
Надпись на восточной грани пирамиды

На восточной и западной гранях пирамиды, чтобы быть видимой с обеих сторон, высечена надпись:
C · CESTIVS · L · F · POB · EPULO · PR · TR · PL
VII · VIR · EPVLONVM
Гай Цестий, сын Луция, из Публилиевой трибы, Эпулон, претор, трибун народный, септем-вир-эпулон.
На восточной грани пирамиды ниже высечен текст с обстоятельствами строительства:
OPVS · APSOLVTVM · EX · TESTAMENTO · DIEBVS · CCCXXX
ARBITRATV
PONTI · P · F · CLA · MELAE · HEREDIS · ET · POTHI · L
Работа выполнена согласно завещанию, за 330 дней, по решению наследника [Луция] Понта Мелы, сына Публия из рода Клавдиев и Потуса вольноотпущенника
Другая надпись на восточной грани — современного происхождения — была нанесена по приказу Папы Александра VII в 1663 году: INSTAVRATVM · AN · DOMINI · MDCLXIII. Ею отмечены раскопки и реставрационные работы захоронений в 1660—1662 годах.

## В изобразительном искусстве

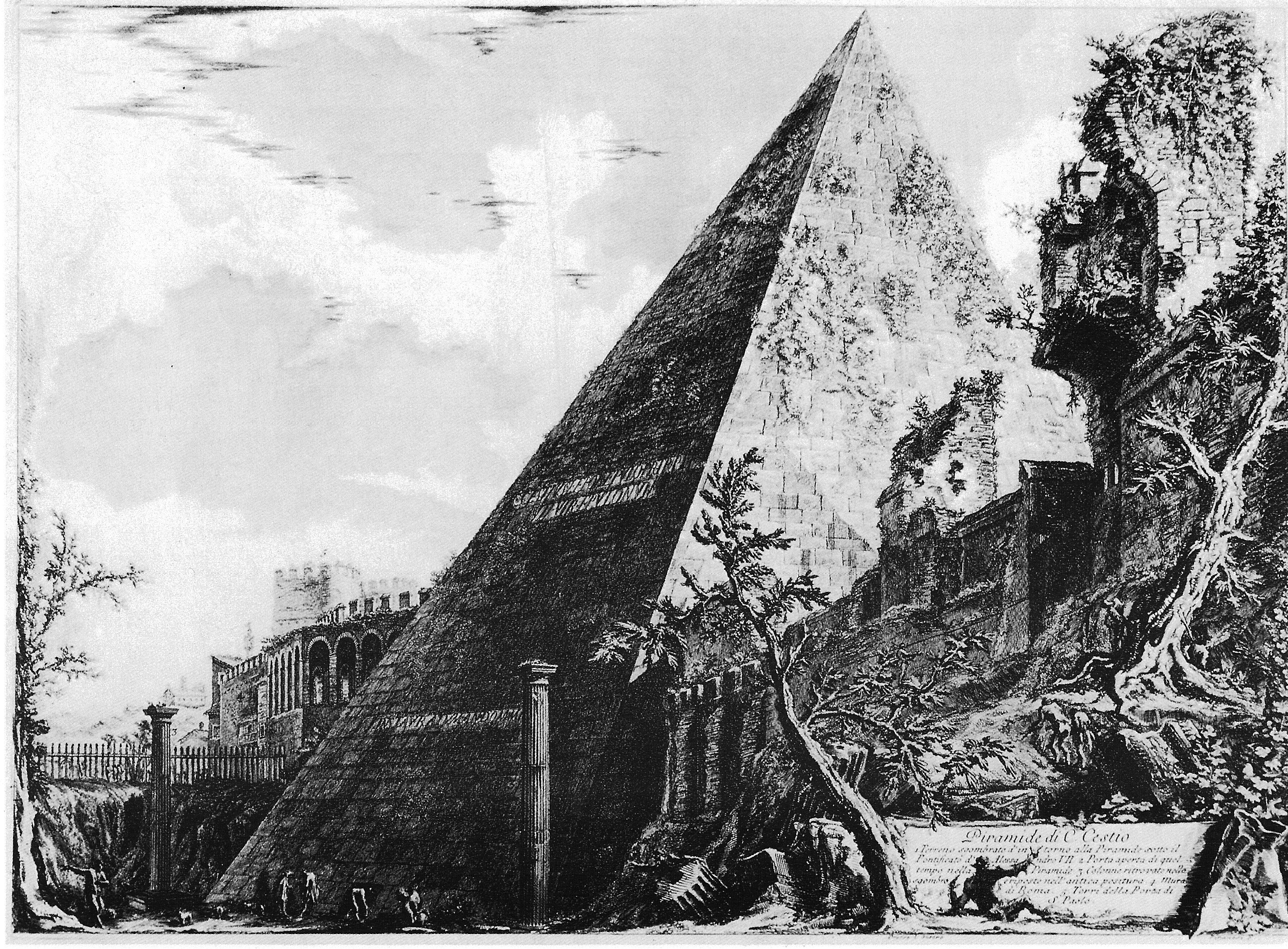
Офорт Джованни Баттиста Пиранези. XVIII в.
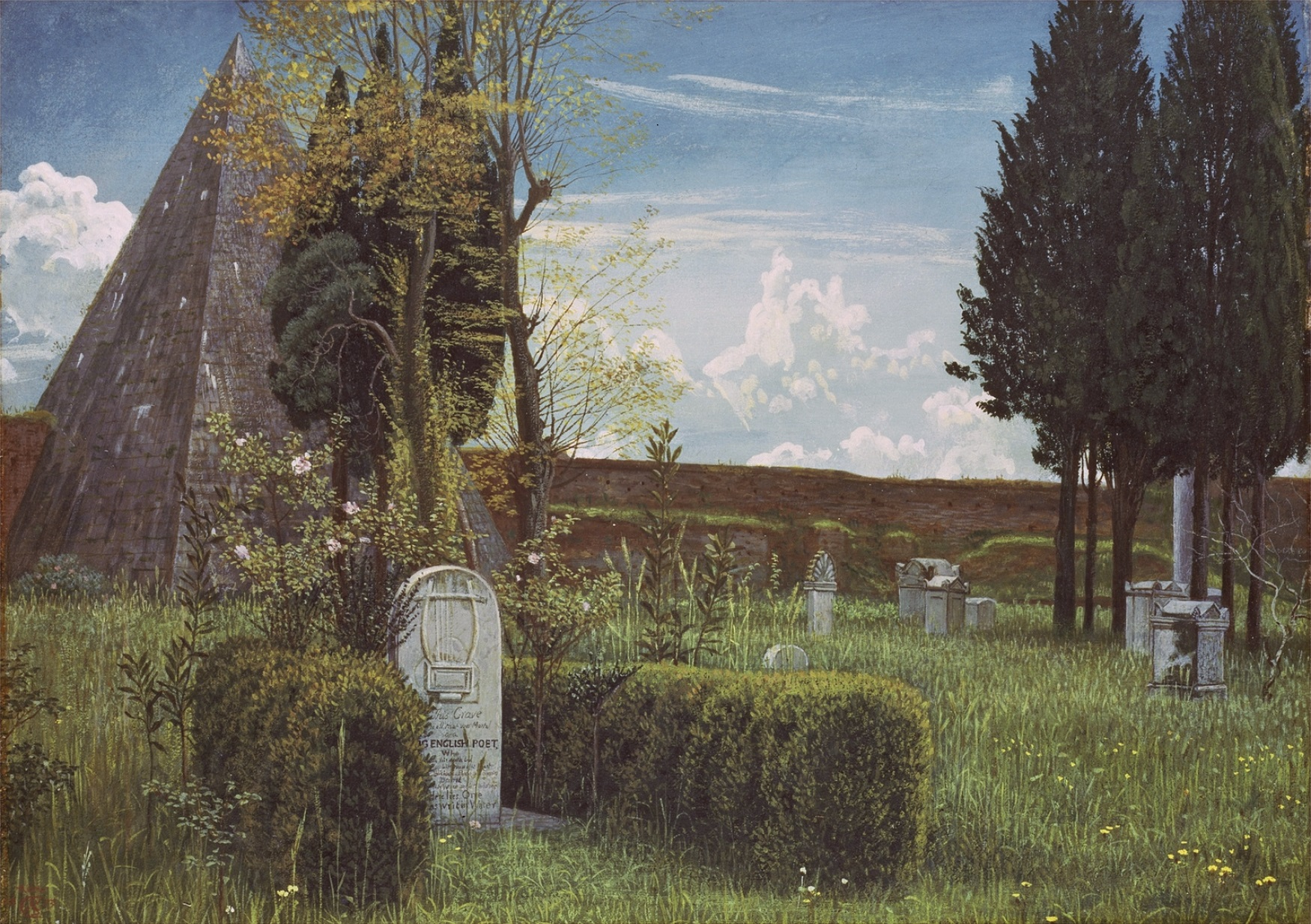
Уолтер Крейн. Могила Джона Китса на Римском протестантском кладбище. 1873. На дальнем плане изображена пирамида Цестия.
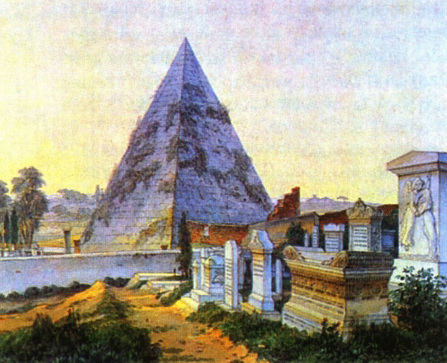
М. И. Лебедев. Могила княжны П. П. Вяземской в Риме [комм. 1] (1835). На дальнем плане изображена пирамида Цестия.
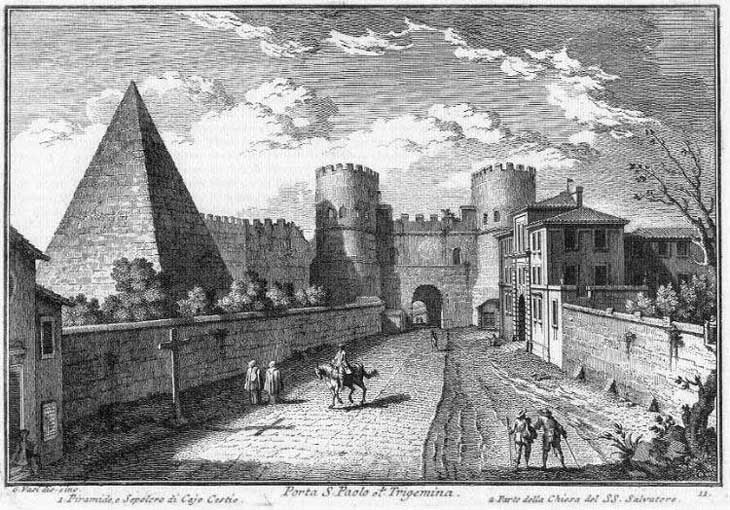
Офорт Джузеппе Вази. XVIII в.

## Комментарии
1. ↑  Прасковья Петровна Вяземская (1817—1835) — дочь поэта Петра Андреевича Вяземского и его супруги Веры Фёдоровны Вяземской.